# Колобраро
Колобра̀ро (на италиански: Colobraro) е село и община в Южна Италия, провинция Матера, регион Базиликата. Разположено е на 630 m надморска височина. Населението на общината е 1320 души (към 2012 г.).
От много време жителите на съседните села около Колобраро мислят, че названието „Колобраро“ причинявало нещастие. Затова хората никога не се позовават пряко на това селище с неговото име, но използват евфемизми като „онова село“ (на италиански: quel paese, на местен диалект cudde puaìse или chille paìse).